# Махрово (железнодорожный разъезд)
Махрово —железнодорожный разъезд в Буйском районе Костромской области. Входит в состав Барановского сельского поселения.

## География
Находится в западной части Костромской области на расстоянии приблизительно 6 км на восток-юго-восток по прямой от районного центра города Буй у железнодорожной линии Буй — Галич к югу от села Махрово.

## Население
Постоянное население составляло 129человек в 2002 году (русские 90 %), 100 в 2022.